# Eve Gramatzki
Eve Gramatzki (* 16. Oktober 1935 in Königsberg (Preußen); † 24. Mai 2003 in Paris) war eine deutsch-französische Grafikerin.

## Leben und Werke
Gramatzki verbrachte nach der Flucht aus Königsberg die Jahre 1945 bis 1962 in Hamburg und studierte an der Hochschule für bildende Künste Hamburg. Den Akademiebrief erhielt sie 1961 mit 26 Jahren. Sie lernte die Werke von Mark Rothko und Piet Mondrian kennen.
Von 1962 bis 1980 lebte Gramatzki in Paris und lernte die Werke von Yves Klein und Arman schätzen. Obwohl sie in Paris fremd war, bekam sie schnell Kontakt und Ausstellungen durch die Galeristen Bernhard Jordan, Iris Clert, Florence Arnaud, Eva Maria Fruhtrunk, Philippe Boutibonnes, Martin Barré und Anne Tronche. Die Literatur von Jorge Luis Borges, Peter Handke, Thomas Bernhard, Marguerite Duras, Samuel Beckett sowie die Tänzerin und Choreografin Pina Bausch beeinflussten sie.
Lange Zeit führte sie mit ihrem Mann François Tissier an der Ardèche ein einfaches Leben, was ihrem Asthma zugutekam. Sie stellte an vielen Orten Montpellier, Nîmes, Anduze, Arles, Narbonne und Nizza im Süden Frankreichs aus.
Ab Ende 1988 lebte sie in Montpellier. Im März 1996 kehrte sie zurück nach Paris und bezog ein Atelier der Stadt Paris an der Rue de L’Amiral Roussin im  15. Arrondissement. Lange Spaziergänge sollten ihr das Leben auf dem Lande ersetzen, die Stadt und ihr Atelier mit den großen Fenstern erschienen ihr kalt und abweisend. Mit 67 Jahren sprang sie aus dem Fenster ihres Ateliers im neunten Stockwerk.

## Einzelausstellungen (Auswahl)
- 2012: Eve Gramatzki, Galerie Gimpel und Müller, Paris[2]

## Gruppenausstellungen (Auswahl)
- 1976: Schuh-Werke. Aspekte zum Menschenbild – Kunsthalle Nürnberg
- 1977: Documenta 6, Kassel
- 2009: Eve Gramatzki, Pierrette Bloch, Marc Jaulmes, Marcel Robelin, Vladimir Skoda – Galerie AL/MA, Montpellier